# قياس الأشجار
توجد الأشجار بقياسات وأشكال وأنماط نمو مختلفة. قد تنمو العينات كجذوع فردية، أو كتل متعددة الجذوع، أو أشجار مُنسّغَة (مقطوعة ومتفرعة عند قاعدتها)، أو مستعمرات بكرية، أو حتى معقدات غريبة من الأشجار. تركز معظم برامج الأشجار العملاقة على العثور على أكبر جذع فردي لكل نوع من الأشجار وقياسه. هناك ثلاثة قياسات معتمدة أساسية تؤخذ قراءاتها عادة لتقييم قياس جذع شجرة فردي وهي: الارتفاع، والمحيط، وامتداد تاج الشجرة. توجد في الروابط هنا تفاصيل إضافية في منهجية قياس ارتفاع الأشجار، وقياس محيط الأشجار، وقياس تاج الأشجار، وقياس حجم الأشجار. هناك إرشادات حول تلك القياسات الأساسية في دليل قياس الأشجار الخاص بجمعية الشجرة المحلية الشرقية، من تأليف ويل بلوزون.
هناك كتيبات تعرض كيفية قياس الأشجار تقدمها مجموعات مختلفة تشارك في توثيق الأشجار الكبيرة حول العالم. وتتضمن من بين العديد من مثيلاتها: أ) المبادئ التوجيهية لقياس أشجار الغابات الأمريكية، ب) السجل الوطني للأشجار الكبيرة - الأشجار العملاقة الأسترالية: قياس الأشجار، والأشجار العملاقة وتوثيقها، جـ) سجل الأشجار: سجل فريد للأشجار المميزة والقديمة في بريطانيا وأيرلندا - كيفية قياس الأشجار لإدراجها في سجل الأشجار، د) أمانة نيوزيلندا للأشجار المميزة. تُؤخذ قياسات أخرى من ضمنها حجم الجذع، وحجم الغصن، وبنية الغطاء، وحجم الغطاء، والشكل الإجمالي للشجرة. نوقشت لمحات عامة عن تلك القياسات المتقدمة في كتاب بولزن الوارد أعلاه، وفي كتاب «بروتوكولات قياس البحث للأتسوغة» من تأليف ويل بولزن وجيس ريديل في عام 2006، ونمذجة جذع الشجرة لروبرت ليفريت. البروتوكولات المناسبة لقياس الأشجار متعددة الجذوع وغيرها من الأنماط الغريبة أقل وضوحًا ولكن تُعرَض أدناه بعض التعليمات التوجيهية.

## الارتفاع
ارتفاع الشجرة هو المسافة العمودية بين قاعدة الشجرة وأعلى غصن في قمة الشجرة. تُقاس قاعدة الشجرة من أجل كل الارتفاع والمحيط بكونها المستوى الذي يخترق فيه نخاع الشجرة سطح التربة تحته، أو «المكان الذي تنتش منه الجوزة». في المنحدر، تُعتبر القاعدة هي نصف المسافة بين مستوى سطح الأرض على جانبي الشجرة الأكثر انخفاضًا والأكثر ارتفاعًا. يمكن قياس ارتفاع الشجرة باستخدام عدد من الطرق بدرجات دقة متباينة. هناك قياسات مباشرة؛ يمكن قياس الأشجار القصيرة باستخدام عصا طويلة ممتدة بشكل شاقولي باتجاه قمة الشجرة. يمكن تسلق الأشجار الأكبر حجمًا ومد شريط قياس من أعلى نقطة وصل إليها المتسلق إلى قاعدة الشجرة، ويمكن قياس المسافة من تلك النقطة إلى قمة الشجرة، إذا دعت الحاجة، باستخدام العصا. أكثر طريقة مباشرة عبر التاريخ لحساب ارتفاع الشجرة كانت عن طريق قطعها وقياسها وهي ممددة على الأرض.
يمكن قياس ارتفاعات الأشجار أيضًا عن بعد، من سطح الأرض. أبسط طرق قياس ارتفاع الشجرة عن بعد مشتقة من طريقة العصا. يُحسب الارتفاع باستخدام مبدأ تشابه المثلثات. تُمسك عصا قصيرة من قاعدتها بواسطة اليد وتكون الذراع ممدودة وموجهة بشكل شاقولي. يتحرك المساح مقتربًا ومبتعدًا عن الشجرة حتى تتحاذى قاعدة العصا فوق اليد مع قاعدة الشجرة وتتحاذى قمة العصا مع قمة الشجرة. تقاس المسافة بين عين المساح ويده الممسكة بالعصا، وتقاس المسافة بين اليد وقمة العصا، وتقاص المسافة بين العين وقاعدة الشجرة بواسطة شريط قياس. نسبة المسافة بين العين واليد إلى المسافة بين العين والقاعدة تساوي نسبة طول العصا إلى ارتفاع الشجرة بشرط أن تقع قمة الشجرة فوق قاعدة الشجرة بشكل شاقولي.
(المسافة بين العين وقاعدة الشجرة\المسافة بين العين وقاعدة العصا) × طول العصا = ارتفاع الشجرة
تستخدم طريقة أخرى مِميالًا وشريط قياس، وتطبق عادة في مجال الحراج. تُطبق في هذه الطريقة دالة الظل المثلثية. تُقاس في هذه العملية المسافة من نقطة المشاهدة إلى جذع الشجرة. تُقاس الزاوية نحو قمة الشجرة بواسطة المِميال.
المسافة الأفقية على مستوى النظر إلى جذع الشجرة × ظل الزاوية = الارتفاع فوق مستوى النظر
إذا كانت الشجرة تمتد أسفل مستوى النظر، تُجرى العملية ذاتها لحساب الطول أسفل مستوى النظر ويُضاف إلى الارتفاع فوق مستوى النظر من أجل حساب ارتفاع الشجرة الكلي. تمتلك أجهزة المِميال المختلفة مقاييس قراءة مختلفة، ولكنها تستخدم الوظيفة ذاتها. تُجرى الحسابات أعلاه إذا كانت القراءة بالدرجات. إذا كانت القراءة على شكل نسبة مئوية، تُضرَب النسبة المئوية بالمسافة بين نقطة المشاهدة والشجرة لحساب الارتفاع أو الامتداد أعلى مستوى النظر وأسفله.

## المحيط
يُحسب محيط الشجرة بقياس المسافة حول جذع الشجرة بشكل عمودي على محور الجذع. استخدام المحيط للوصول إلى القطر المكافئ هو قياس قديم في علم الحراج ما زال قيد الاستخدام. يُقاس المحيط في الولايات المتحدة على ارتفاع 4.5 قدم (1.37 متر) فوق مستوى سطح التربة. يُقاس المحيط في بقية البلدان في العالم على ارتفاع 1.3 متر أو 1.4 متر أو 1.5 متر.
يُقاس المحيط عادة عن طريق لف شريط قياس حول جذع الشجرة على الارتفاع الصحيح. يمكن أيضًا أن يُقاس محيط الشجرة عن بعد باستخدام منظار تقريب مزود بنطاق رؤية شبكي، أو عن طريق تفسير الصور الفوتوغرافية، أو باستخدام أدوات المسح الالكترونية. في الحقيقة، يُقاس في طرق القياس عن بعد القطرُ العمودي على خط نظر المساح، وتُحول القراءة إلى المحيط عن طريق ضرب القراءة بالقيمة باي . تكون معظم الأشجار متضخمة عند قاعدتها. الارتفاع القياسي لأخذ قراءة محيط جذع الشجرة قابل للقياس بسهولة، ويكون في معظم الأشجار فوق التضخم القاعدي ويعطي قياسًا تقديريًا صحيحًا لجذع الشجرة. بالنسبة للأشجار الكبيرة، أو تلك التي تمتلك تضخما قاعديًا يمتد بعيدًا أعلى القاعدة، من الأفضل قياس محيط ثانٍ أيضًا فوق التضخم والإشارة إلى الارتفاع الذي أُخذت منه القراءة.
إذا كان هناك أغصان سفلية معتبرة تخرج من أسفل ذلك الارتفاع، مع إهمال الفروع الجانبية الصغيرة والأغصان الميتة، يجب أخذ قراءة المحيط عند أضيق نقطة أسفل أخفض غصن ويُدوّن ارتفاع القراءة. إذا كان هناك عقدة أو بروز عند ارتفاع القياس، يجب أخذ قراءة المحيط فوق البروز مباشرة أو عند أضيق نقطة في الجذع أسفل البروز ويُدوّن ارتفاع القراءة.
إذا كانت الشجرة تنمو على أرض منحدرة، يجب اعتبار أن قاعدة الشجرة هي المكان الذي يتقاطع فيها مركز الشجرة (أو نخاعها) مع سطح الأرض في الأسفل، عادة في منتصف الانحدار على جانب الشجرة. إذا كانت الشجرة كبيرة وكان جزء من منطقة أخد قياس المحيط يقع تحت مستوى سطح التربة، يجب عندها أخذ القياس على ارتفاع 4.5 قدم فوق مستوى سطح الأرض على الجانب الأكثر ارتفاعًا من الانحدار.
تجب الإشارة دائمًا إذا كانت الشجرة المقاسة وحيدة الجذع أو متعددة الجذوع. تمتلك الشجرة وحيدة الجذع نخاعًا وحيدًا في مستوى سطح التربة. إذا امتلكت الشجرة أكثر من نخاع واحد في مستوى سطح التربة، تُعتبر عندها شجرة متعددة الجذوع ويُدوّن عدد الجذوع عند قياس المحيط. إذا كان التضخم القاعدي ممتدًا فوق ارتفاع أخذ قياس المحيط الافتراضي، من الأفضل عندها أخذ قراءة ثانية للمحيط حيثما أمكن فوق التضخم القاعدي ويُسجل ذلك الارتفاع.